# 天主圣三堂 (墨西哥城)

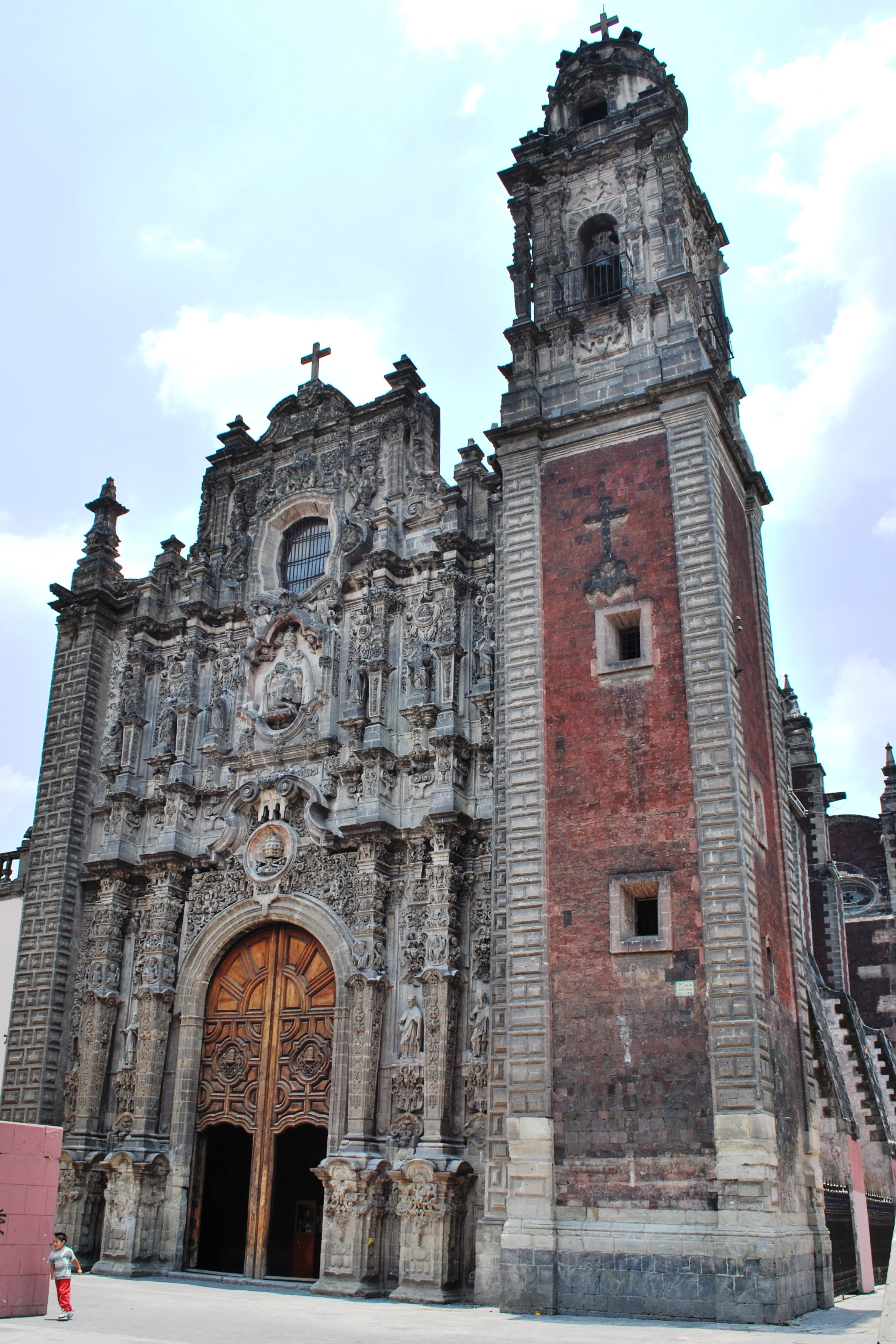

天主圣三堂（西班牙语：Iglesia de la Santísima Trinidad）位于墨西哥城历史中心的圣三街（calle La Santísima）12号，埃米利亚诺·萨帕塔街拐角处。 教堂建于1755年至1783年间，是相邻的神父医院/安养院的教堂。医院一直运作到1859年，当时的改革法将墨西哥罗马天主教的大部分财产国有化。教堂仍然保留其原来的功能，但邻近的医院和办公场所已被私人接管，原来的建筑只有一部分仍然保留。

## 建筑

### 教堂

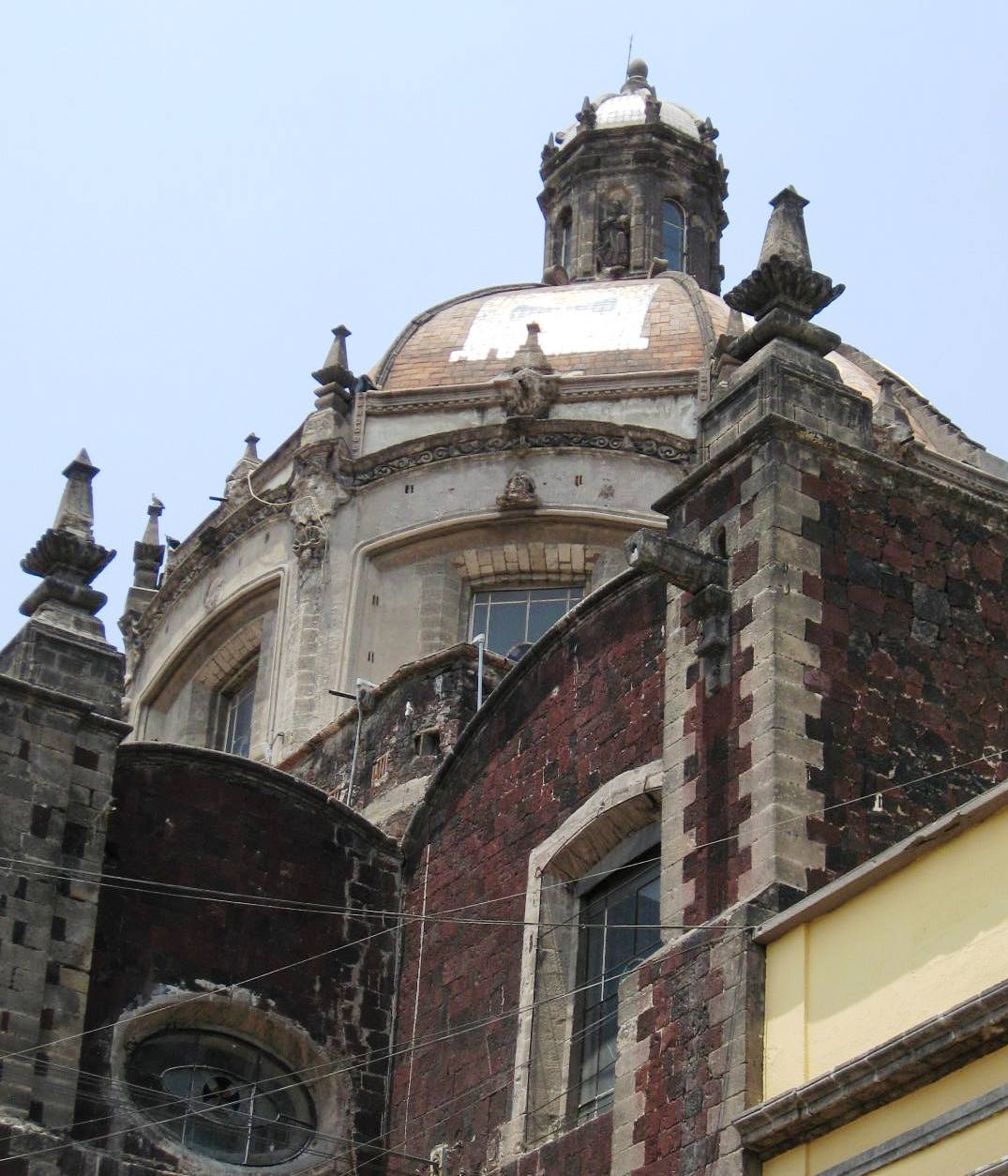
教堂穹顶

教堂建筑由三个中殿组成，其中中间一个明显比两侧的宽得多。它的建筑风格类似于墨西哥城都主教座堂的帐幕（Tabernacle）。因此，许多人认为这座教堂是同一位建筑师洛伦佐•罗德里格斯的作品。然而，这是有争议的，因为这里缺乏罗德里格斯其他作品中常见的一些元素， 一些记录表明建筑师伊尔德芬索•伊涅斯塔•贝贾拉诺参与了该项目。穹顶外面装饰着瓷砖 形成马耳他十字架，这是三位一体的象征。 平面是常见的拉丁十字。它有一个八角形的拱形屋顶，通向一个中心点，里面有照明窗。教堂采用装饰繁复的巴洛克风格，但有些地方，如屋顶，相对而言装饰很少。。

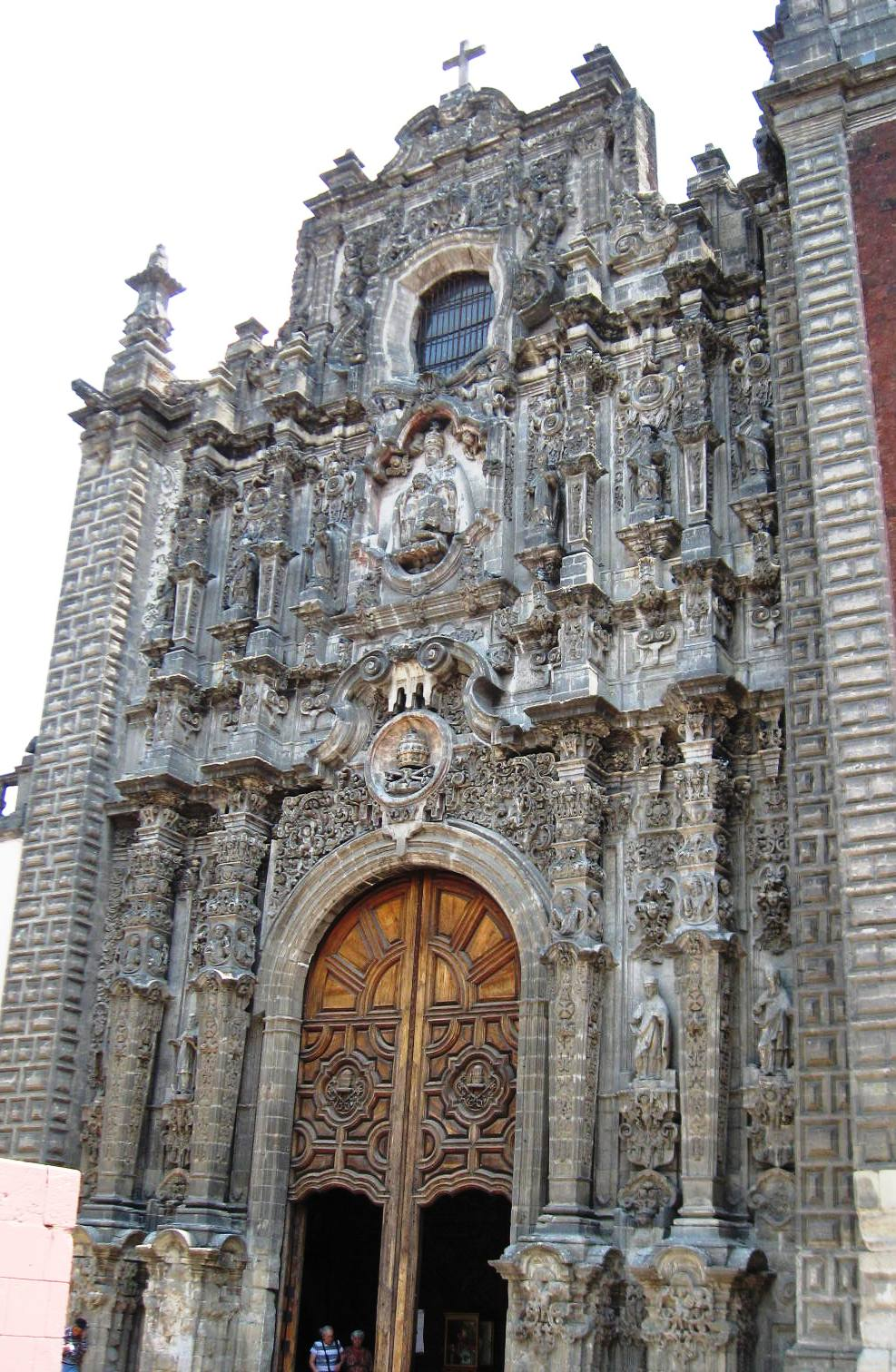
教堂正门

正立面包含了旧教堂的一些遗物，例如十字平面、浮雕作品和咏经席的窗户，也引进了新的柱子。立面有12面浮雕，每面代表一位宗徒。柱子上有十尊雕塑，其中五尊代表主教，四尊代表教宗 ，一尊代表一位神父，每尊都被认定为教会的博学学者。 教堂的正门是墨西哥巴洛克风格，两侧有两根柱子。。中央拱门上装饰着教宗纹章，覆盖着一系列的涡形装饰。上方的浮雕描绘三位一体，圣父穿得像教宗一样。 描绘三位一体，因为教堂是由圣三善会赞助，最初由裁缝组成。。

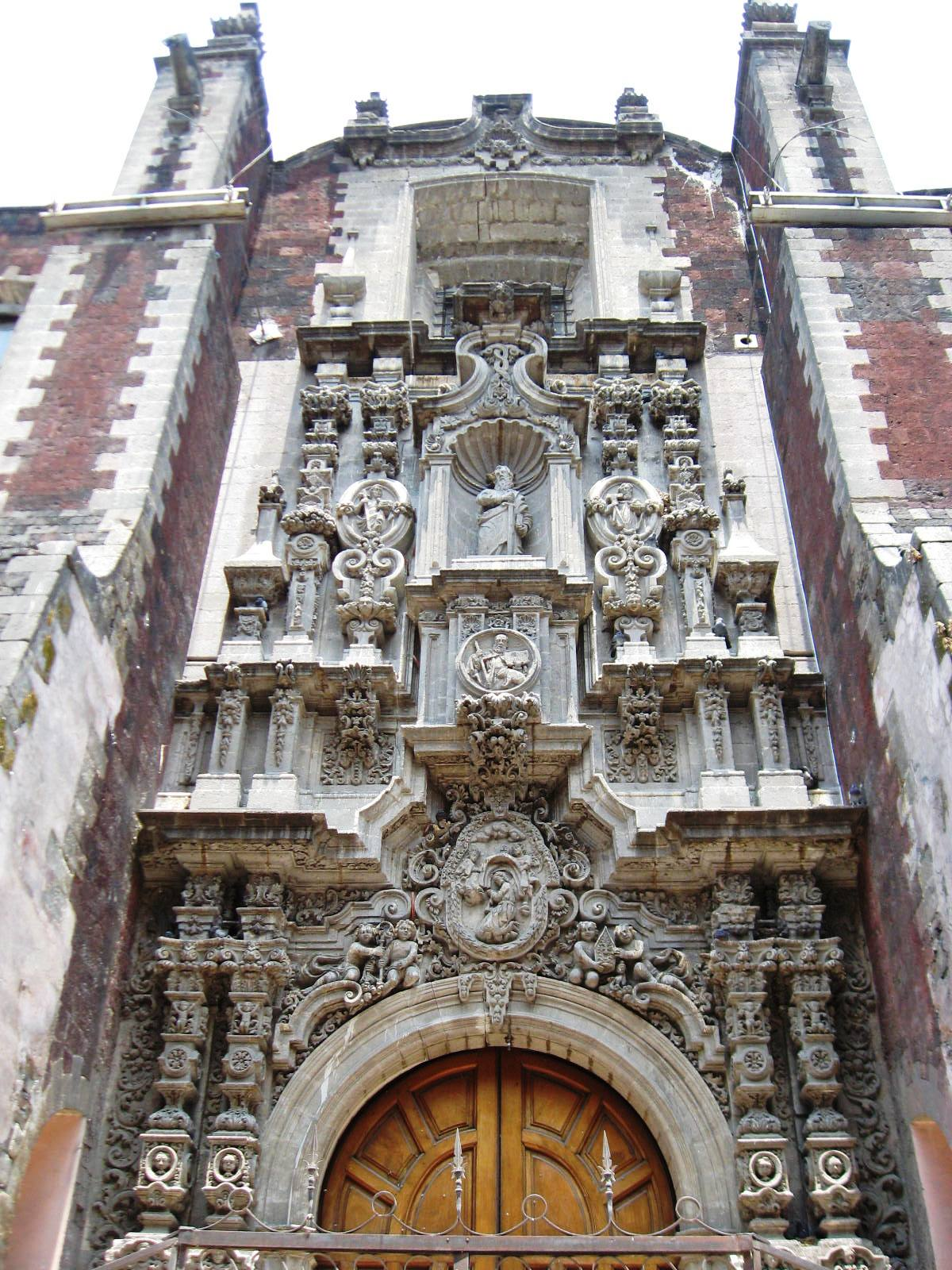
教堂侧门

教堂的侧门也是墨西哥巴洛克风格，有柱子，中间的壁龛有圣伯多禄像，这是修会的另一位主保圣人。在拱门上，有托莱多的伊尔德方所像，以及受欢迎的圣安多尼像，还有洗者若翰 和一位身份不明的圣人的圣像。侧门也是医院的入口。 两个入口都以巴洛克风格进行了大量装饰，主要是宗徒、主教和学者的雕像，环绕着天使。。
在教堂面向埃米利亚诺•萨帕塔街的一侧，有一个小壁龛，两侧有柱子。壁龛里供奉圣体，代表基督聖體聖血節。在殖民时期，这是首都一个主要节日的现场。

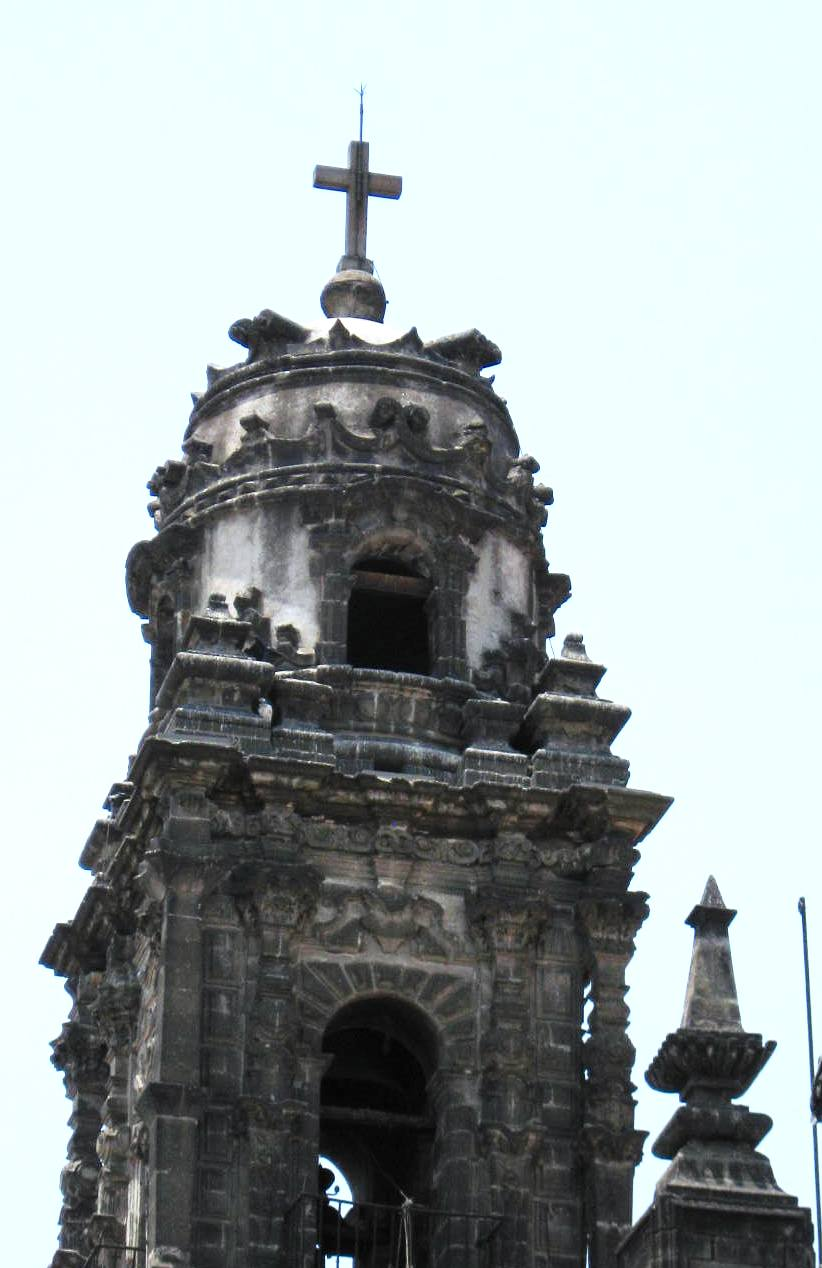
钟楼

钟楼耸立在正立面的侧面。 顶部是非常大的教宗冠冕，代表教宗的最高权柄。它的柱子一直未完成，这在墨西哥城的教堂中是独一无二的。
在内部，教堂原来装饰的遗迹很少。教堂装饰着艺术品和祭坛画，但原来的金叶的已经消失。保留下来的有一个木制的屏风，挡住了进入正门的光线。它是由雪松制成，上面装饰着雕刻的几何图形，还有花和美人鱼。它有一扇花窗玻璃，描绘三位一体。另一个是咏经席栏杆，也由雪松制成，雕刻了水果篮。

### 医院和办公室
在医院大楼里，只有主庭院仍然存在。虽然它是私人财产，但已予以恢复，以保留其大部分历史特征。庭院的平面是长方形的，有两层楼，北面、南面和西面都有拱廊，由粗壮的柱子支撑。这座建筑几乎保留了所有的原始墙壁，无论是室内还是在室外，尽管有些墙已经修改，以开设商店和其他企业。医院的一些原始庭院在修复后的建筑内仍然完好无损。只有医院办公室的前立面让然保留，位于教堂的北侧和东侧，后面是新建筑。

## 历史

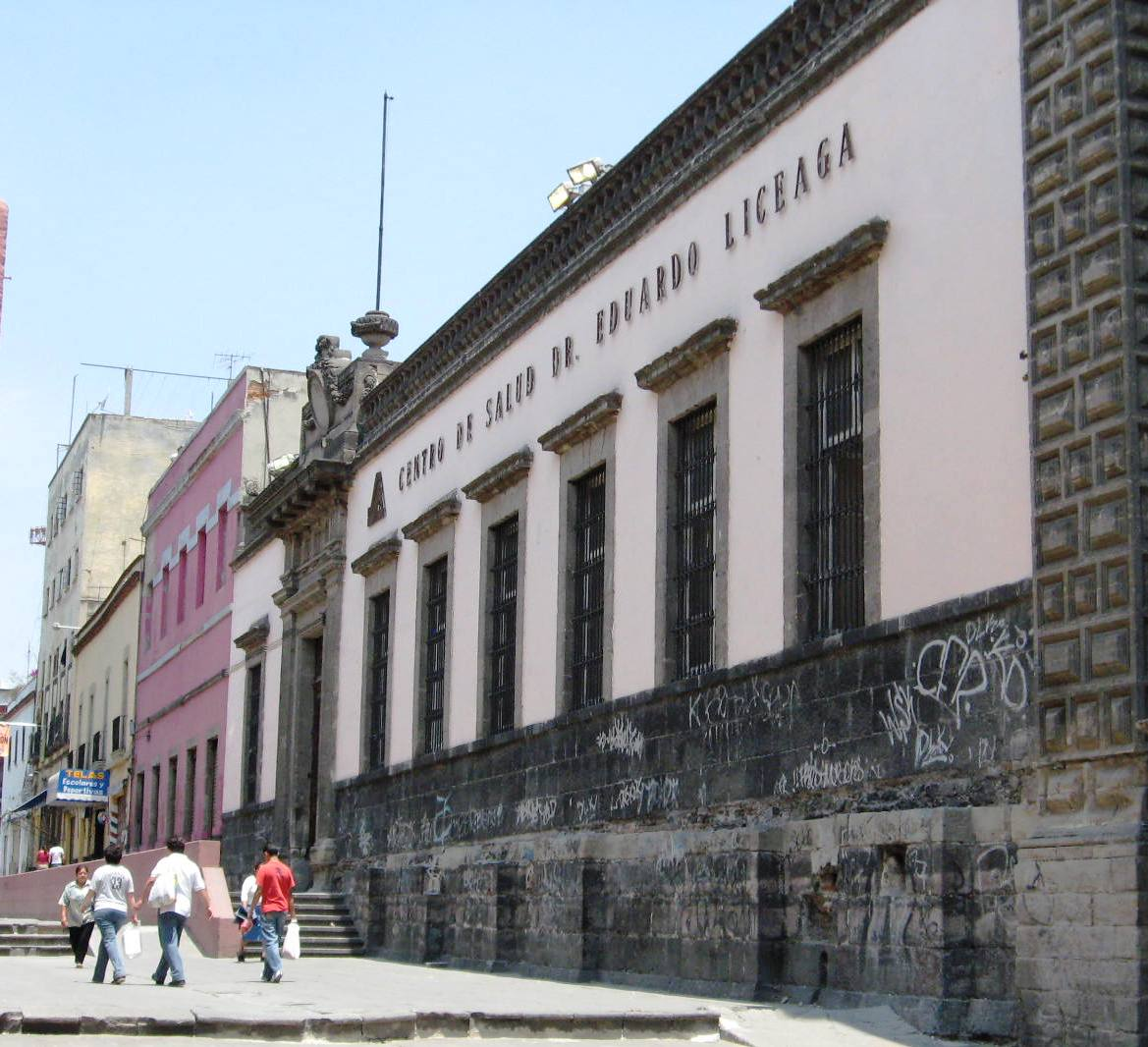
原医院建筑

教堂的起源是一个建于1526年的小隐修院，由裁缝行会赞助。1567年，一群贫穷修女会 修女占据了隐修院，重建了破旧的建筑，然而，仅仅十年后，她们就离开了这个地点。裁缝行会恢复了对财产的所有权，并决定并入一个较正式的善会，附属于圣三修会。大约在1577年的同一时间，佩德罗•古铁雷斯•皮萨建立了圣伯多禄修会，建立了一家专门为生病和年老的神职人员服务的医院-安老院。这个修会与圣三修会一起募集物资，建立了圣三善会（Archicofradía de la Santísima Trinidad），赋予了四项主要任务：埋葬死者、探望病人、福音传扬以及为朝圣者提供住所。
第一座教堂和医院的建造始于1580年，但直到1667年9月19日才祝圣。到1735年，原来的教堂和祭衣间已经严重破败。1754年，总主教下令关闭，这样就可以在那里建造一座新的教堂。第二年开始建设，新教堂于1783年祝圣。

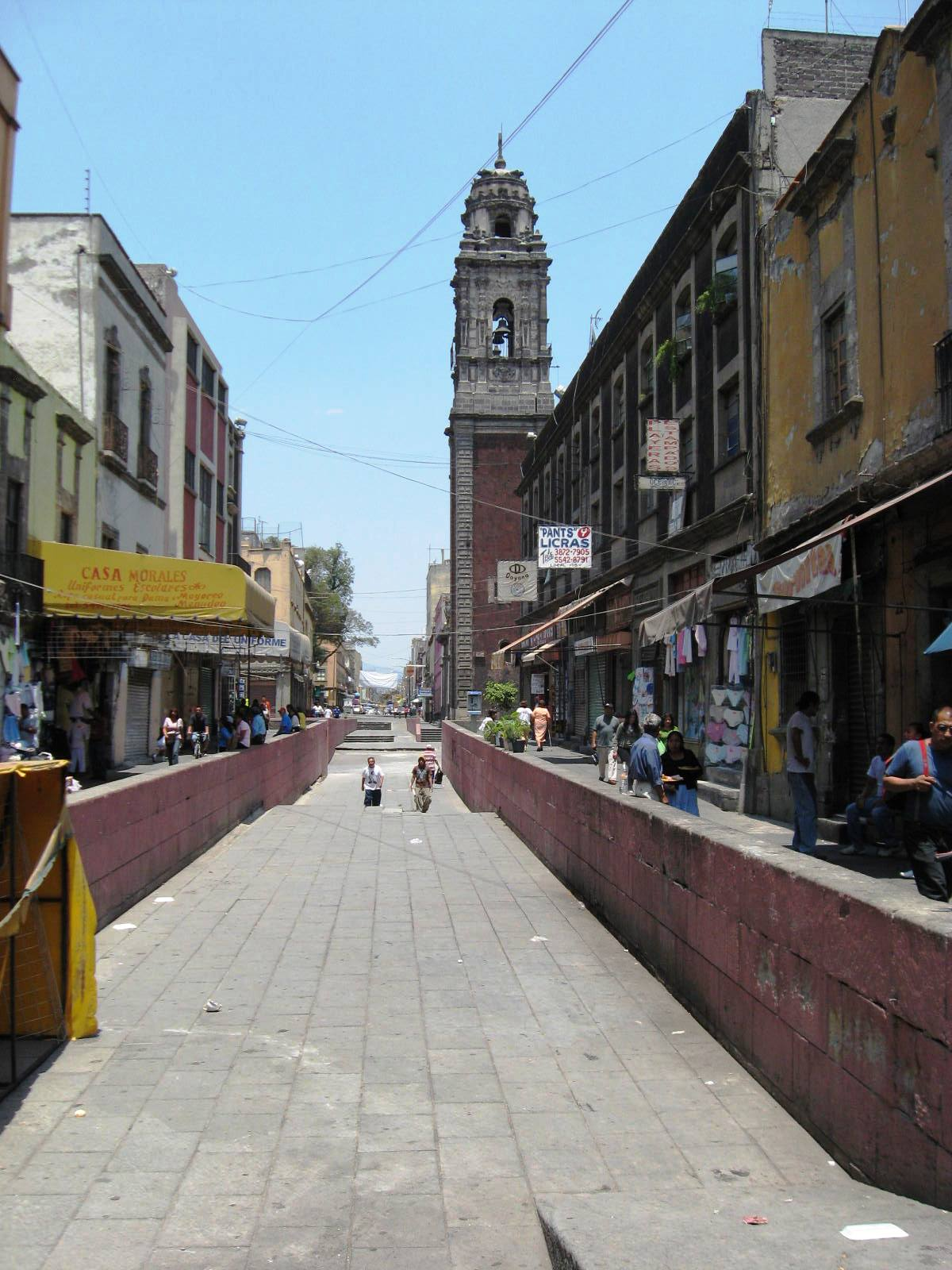

长期以来，墨西哥城地下的不稳定给教堂造成了严重问题。1805-06年，教堂的地面被抬高，以解决雨季的洪水问题，但问题再次出现并恶化，直到1855年至1858年，教堂被迫关闭进行重大维修。19世纪60年代，这座建筑开始向南倾斜，于是放置一个石楔，以防止问题变得更糟。1924年，据估计，目前的教堂建筑自建成以来已沉降了2.85米。1980年挖掘了已沉降不见的原始基础。最近在这里建了一个广场，来阻止教堂的倒塌。
根据改革法，教堂和医院于1859年至1861年关闭。1859年，办公室与教堂分开，部分出售给私人。医院的一部分移交给兰开斯特学校，1890年国有化，因此这部分医院成为政府办公室。到1936年，这些办公室出售给私人。1932年，教堂以及医院建筑的一部分宣布为国家古迹。

19°25′59.37″N 99°7′36.7″W / 19.4331583°N 99.126861°W